# 横須賀市立夏島小学校
横須賀市立夏島小学校（よこすかしりつ なつしましょうがっこう）とは、神奈川県横須賀市浦郷町にある公立小学校。

## 沿革
- 1955年（昭和30年） - 浦郷小学校の分校として開校。
- 1960年（昭和35年） - 現校名として開校。

## 通学区域
2022年度は以下の通りである。
- 追浜本町1丁目（1番～39番を除く）、2丁目
- 夏島町
- 浦郷町4丁目、5丁目
- 追浜東町2丁目の内30番地13、33番地6、33番地17
- 追浜東町3丁目の内58番～60番、64番～69番地

また、追浜町3丁目5～17番、追浜本町1丁目14～39番、追浜東町3丁目62、63番は他校の通学区域であるが、本校に通うことができる。

## 進学先中学校
本校の通学区域がそれとなっているのは横須賀市立追浜中学校である。
また、公立学校選択制により、横須賀市立鷹取中学校、横須賀市立田浦中学校にも通うことができる。

## 周辺施設
- 夏島貝塚
- 横須賀スタジアム

## 交通
- 京浜急行電鉄本線追浜駅より徒歩
- 京浜急行バス京急Lウイング前バス停よりすぐ